# (9779) 1994 RA11
(9779) 1994 RA11 est un astéroïde de la ceinture principale découvert en 1994.

## Description
(9779) 1994 RA11 a été découvert le 1er septembre 1994 à Kushiro (Japon) par Seiji Ueda et Hiroshi Kaneda.

### Caractéristiques orbitales
L'orbite de cet astéroïde est caractérisée par un demi-grand axe de 2,36 UA, un périhélie de 1,83 UA, une excentricité de 0,22 et une inclinaison de 2,49° par rapport à l'écliptique. Du fait de ces caractéristiques, à savoir un demi-grand axe compris entre 2 et 3,2 UA et un périhélie supérieur à 1,666 UA, il est classé, selon la JPL Small-Body Database, comme objet de la ceinture principale.

### Caractéristiques physiques
(9779) 1994 RA11 a une magnitude absolue (H) de 14,6 et un albédo estimé à 0,212.